# Ryggresning

Ryggresning utförd med användning av romersk stol

En ryggresning, hyperextension eller ryggförlängning är en styrketräningsövning som främst aktiverar de dragande musklerna i ländryggen men även musklerna i mitten och övre ryggen, speciellt erector spinae.
Den utförs i sin enklaste form liggande på marken med magen nedåt med benen utsträckta och armarna positionerade antingen på huvudet eller utsträckta för att sedan resa upp och sänka ned överkroppen och benen så långt som möjligt från marken. En annan, mer effektiv metod är att använda en romersk stol för att hålla fötterna fixerade och resa upp och sänka ned den fritt hängande överkroppen.